# Golfo di Tagiura
Il golfo di Tagiura (in somalo Badda Tajuura; in arabo خليج تدجورا‎?, Ḫalīǧ Tadǧūrā) è un golfo dell'Oceano Indiano nel Corno d'Africa.
Si trova a sud dello stretto di Bab el-Mandeb, la porta d'ingresso al Mar Rosso. Si estende per 58 km di lunghezza e raggiunge una larghezza massima di 24 km. Le coste che si affacciano su di esso appartengono quasi esclusivamente a Gibuti, fatta eccezione per un piccolo tratto a sud, appartenente alla Somalia. Ad ovest del Golfo si trova il Ghoubbet-el-Kharab con le Isole del Diavolo, di origine vulcanica. Lo stretto del Ghoubbet, al cui centro si trova l'isola di Abou Mâya, è largo solo 850 metri nel suo punto più stretto.
Il golfo di Tagiura si trova direttamente nel Triangolo di Afar, parte del quale scende ben al di sotto del livello del mare.
Sul golfo di Tagiura si affacciano i porti di Obock, Tagiura e Gibuti.
All'ingresso del golfo si trovano le isole Musha.